# Абелла, Ирвинг
Ирвинг Мартин Абелла (англ. Irving Martin Abella; 2 июля 1940, Торонто — 3 июля 2022) — канадский историк, специалист по истории трудовых отношений в Канаде и канадского еврейства. Профессор истории Йоркского университета (1968—2013), президент Канадского еврейского конгресса (1992—1995), президент Академии искусств и гуманитарных наук Королевского общества Канады (2015—2017), кавалер ордена Канады (1993). Муж судьи Верховного суда Канады Розали Зильберман Абеллы.

## Биография
Родился в Торонто в семье Луиса и Эстер Абеллы, владельцев кошерного ресторана. По окончании школы учился в Торонтском университете, получив степень бакалавра в 1963 и магистра в 1964 году. Начав работу над академической степенью по истории в Калифорнийском университете в Беркли, завершил её в Торонтском университете, защитив в 1969 году докторскую диссертацию по теме «Борьба за профсоюзы промышленных рабочих в Канаде: КПП, Коммунистическая партия и Канадский рабочий конгресс, 1936—1956» (англ. The Struggle for Industrial Unionism in Canada: the CIO, the Communist Party, and the Canadian Congress of Labour, 1936-1956).
В 1968 году женился на Розали Зильберман, будущей судье Верховного суда Канады. В том же году получил место профессора на отделении истории Йоркского университета, где преподавал до 2013 года. В 1970-е годы составил себе репутацию как ведущий специалист по истории рабочего движения в Канаде и стал одним из первых вузовских преподавателей по этой тематике в стране. В 1973 году выпустил свою первую монографию «Национализм, коммунизм и канадское рабочее движение» (англ. Nationalism, Communism, and Canadian Labour), а в дальнейшем ещё 3 книги и ряд статей по этой теме.
К концу 1970-х годов, однако, интерес Абеллы к истории рабочего движения угас, так как он пришёл к выводу, что в этой теме восторжествовал ультралевый и анархистский дискурс. Хотя он продолжал преподавать историю рабочего движения до 1990-х годов, с начала 1980-х новым объектом интереса для него стала история иммигрантов, и в особенности евреев, в Канаде. В 1983 году вышла его самая известная книга по этой теме, написанная в соавторстве с Гарольдом Тропером, — «Никого — это уже слишком много: Канада и евреи Европы, 1933—1948». Книга развенчивала существовавший в общественном мнении миф о гуманизме канадских властей периода Холокоста по отношению к еврейским беженцам из Европы. Абелла и Тропер показали, что в действительности Канада была среди стран, принявших наименьшее количество беженцев — всего 5000 за весь рассматриваемый в книге период. Ставшее мемом название книги представляло собой цитату из канадского иммиграционного чиновника, которого в 1939 году спросили, сколько евреев может принять страна. В дальнейшем Абелла издал ещё несколько книг по истории канадского еврейства, включая A Coat of Many Colours: Two Centuries of Jewish Life in Canada (1990) и Growing Up Jewish: Canadians Tell Their Own Stories (1997, в соавторстве с Эдвином Голдманом и Розали Шарп). В 1999—2000 годах занимал пост президента Канадской исторической ассоциации, а в 2015—2017 годах — президента Академии искусств и гуманитарных наук Королевского общества Канады, членом которого являлся с 1993 года.
Принимал активное участие в жизни еврейской общины Канады. В 1970-е годы участвовал в подготовке первого в стране университетского курса по истории канадского еврейства, который затем преподавался в Глендон-колледже Йоркского университета. Занимал пост президента Канадского еврейского конгресса в 1992—1995 годах и в этот период активно лоббировал в правительстве Канады идеи по выявлению и уголовному преследованию проживающих в стране нацистских военных преступников (предположительно после Второй мировой войны убежище в Канаде получили около 2000 нацистов).
В браке с Розали Зильберман Абеллой у Ирвинга Абеллы родились двое сыновей — Джейкоб и Закари, оба будущие юристы. Скончался после продолжительной болезни в июле 2022 года, вскоре после своего 82-го дня рождения, похоронен в Торонто.

## Признание заслуг
Вклад Ирвинга Абеллы в историю канадского рабочего движения и еврейства Канады отмечен в 1993 году производством в кавалеры ордена Канады. В 2014 году он был произведён в кавалеры ордена Онтарио, награждён также медалями Золотого и Бриллиантового юбилеев королевы Елизаветы II.
Книга Абеллы и Гарольда Гропера «Никого — это уже слишком много» была в 1983 году удостоена премии имени Джона А. Макдональда за лучшую историческую книгу, изданную в Канаде, а на следующий год — Национальной еврейской книжной премии США. В 2006 году Абелла стал лауреатом премии Луиса Розенберга от Ассоциации канадских еврейских исследований. Университет Западного Онтарио и Юридическое общество Онтарио присвоили ему почётные учёные степени.